# 内堀学
内堀 学（うちぼり まなぶ、1987年5月19日 - ）は、東京都出身のボートレーサー。登録第4496号。血液型A型。東京支部所属。同期に桑原悠、前田将太、山田康二、遠藤エミらがいる。

## 来歴
- やまと競艇学校時代、リーグ戦勝率5.59（準優出2 優出以上なし）の成績を残した。
- 2008年3月20日102期として選手登録。
- 2008年5月13日、平和島競艇場でデビュー（5着）。
- 2008年7月12日、戸田競艇場での 一般戦「アクアマリンカップ」2日目5Rで初勝利（19走目）。
- 2011年2月21日、平和島競艇場での 一般戦「第25回関東ボートレース専門紙記者クラブ杯」で初優出（6着）。
- 2011年12月31日、ボートレース戸田で開催された 一般戦「第30回ゴールドカップ・デイリースポーツ杯争奪戦」で初優勝。
- 2019年2月15日からボートレース平和島で開催された G1「関東地区選手権」でG1初出場を果たす。